# Интеркаляция (химия)
Интеркаляция — обратимое включение молекулы или группы между другими молекулами или группами. Продукты интеркаляции - интеркаляты (например при взаимодействии  графита с натрием последний проникает между слоями, образуя интеркалят натрия в графите).

## Интеркаляция ДНК

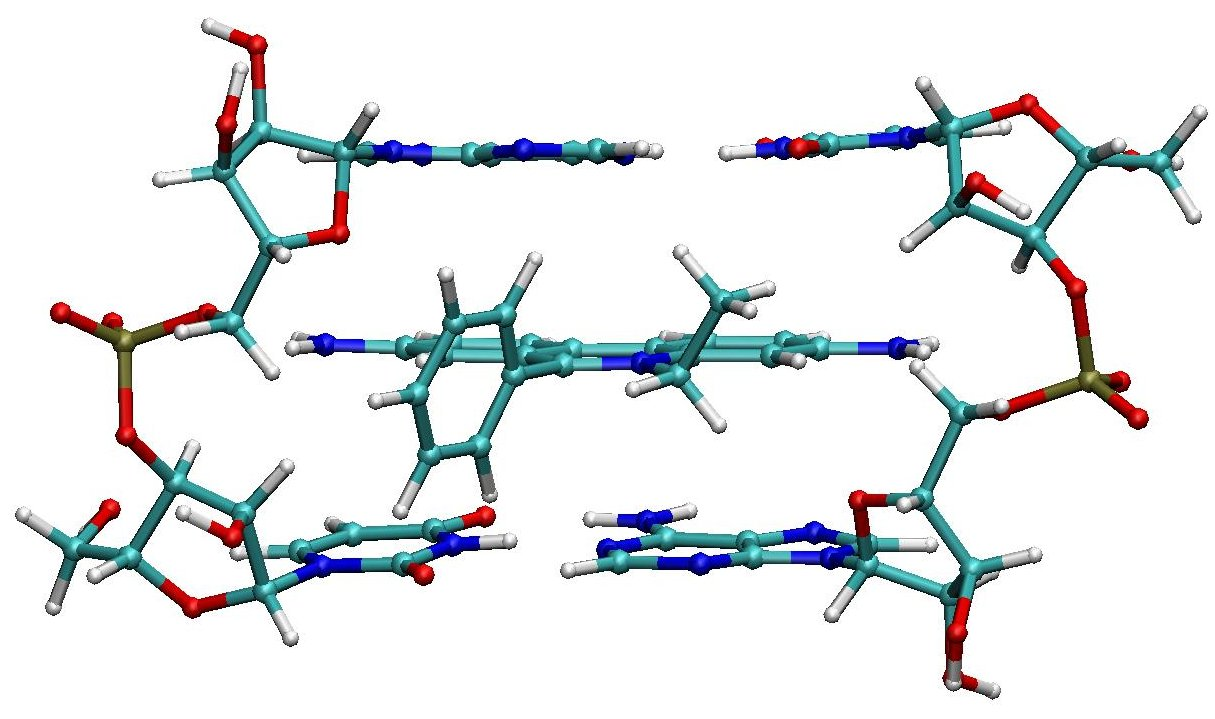
Молекула бромистого этидия интеркалирует между адениловыми основаниями ДНК-дуплекса

Существует несколько способов, которыми молекулы (в данном контексте называемые лигандами) могут взаимодействовать с ДНК. Лиганды могут связываться ковалентно или электростатически либо интеркалировать. Интеркаляция возможна в случае, если лиганд имеет подходящие размеры и химическую природу и может поместиться между основаниями ДНК. Такие лиганды обычно имеют полициклическую, ароматическую структуру, являются плоскими.
ДНК-интеркаляторы используются при химиотерапии как средства, ингибирующие репликацию ДНК в быстрорастущих раковых клетках, например, доксорубицин (адриамицин) и даунорубицин (оба применяются для лечения болезни Ходжкина), и дактиномицин (применяют для лечения нефробластомы, саркомы Юинга и рабдомиосаркомы).
Взаимодействие РНК-полимеразы с ДНК-матрицей блокируется противоопухолевым антибиотиком актиномицином D, который связывается в щелях между соседними парами азотистых оснований, зачастую между G-C-парами (процесс интеркаляции), противодействуя взаимодействию фермента с полидезоксирибонуклеотидной цепью.
В молекулярной биологии интеркалирующие агенты, такие как бромистый этидий, используются для флуоресцентной маркировки ДНК, например при электрофорезе ДНК в агарозном геле.